# Epigynopteryx mutabilis
Epigynopteryx mutabilis là một loài bướm đêm trong họ Geometridae.